# Caracremada (película)
Caracremada es una película española de 2010, dirigida por el cineasta catalán Lluís Galter, y protagonizada por el actor Lluís Soler.
Se trata de la ópera prima del realizador, la cual retrata la vida del maquis catalán Ramón Vila Capdevila alias "Caracremada", de su lucha contra el Franquismo, viviendo en la clandestinidad de los bosques catalanes, y de su fin, asesinado por dos guardias civiles, en 1963.

## Reparto
- Lluís Soler: Ramon Vila Capdevila "Caracremada"
- Domènec Bautista: Marcel·lí Massana
- Aina Calpe: Danaide
- Andreu Carandell: Espinosa
- Carles Garcia: Barba
- Sebastián Cabello: guàrdia civil 1 / caçador 1
- José Miguel Sánchez: guàrdia civil 2 / caçador 2
- Joan Muntal: Ravachol
- Mariona Perrier: doña Arengades
- Jesús Aymerich: padre Danaide
- Clara Haro: Danaide (niña)

## Premios
55.ª edición de los Premios Sant Jordi
| Categoría         | Resultado |
| ----------------- | --------- |
| Mejor ópera prima | Ganadora  |